# Wasilij Kulik
Wasilij Siergiejewicz Kulik ros. Василий Сергеевич Кулик (ur. 17 stycznia 1956 w Irkucku, zm. 26 czerwca 1989 tamże) – rosyjski seryjny morderca zwany Potworem z Irkucka. W latach 1984–1985 zamordował w Irkucku 13 osób.

## Młodość
Pochodził z rodziny inteligenckiej, był najmłodszym z trójki rodzeństwa. W dzieciństwie był bardzo chorowity i znerwicowany, cierpiał na lunatyzm. Gdy był nastolatkiem zaczął znęcać się nad zwierzętami. W czasie nauki w szkole zainteresował się sportem. Największe sukcesy osiągał w boksie, zdobywając mistrzostwo Irkucka. W latach 1976–1982 studiował na wydziale lekarskim Instytutu Medycznego w Irkucku.
W 1980 roku grupa nastolatków napadła go, okradła i dotkliwie pobiła. Jak przyznał na procesie, od tego czasu doświadczał strachu przed dziećmi, ale jednocześnie zaczął do nich odczuwać pociąg seksualny. W 1981 roku Kulik ożenił się z młodą prawniczką. Kulik przyznał w trakcie procesu, że podczas stosunków z żoną wyobrażał sobie, że ma stosunek z dziećmi. W 1982 roku urodziło im się pierwsze dziecko. On sam rozpoczął pracę jako lekarz na pogotowiu.

## Zabójstwa
Praca, którą wykonywał Kulik, ułatwiała mu kontakty z dziećmi. Wiosną 1982 roku dopuścił się pierwszego gwałtu na dziewczynce. W przeciągu kolejnych miesięcy, Kulik zgwałcił dwie dziewczynki oraz chłopca, jednak żadna z tych zbrodni nie została zgłoszona milicji, gdyż rodziny dzieci wstydziły się o tym opowiadać. Udało się do nich dotrzeć dopiero po aresztowaniu Kulika za morderstwa. Już wtedy Kulik miał podjąć decyzję, że kolejne ofiary będzie mordował, gdyż drażniły go krzyki gwałconych dzieci. Pierwszą ofiarą śmiertelną Kulika była 72-letnia staruszka, którą regularnie odwiedzał, by podać jej zastrzyk. Kobieta została zgwałcona i uduszona we własnym mieszkaniu, a milicja uznała jej śmierć za zgon z przyczyn naturalnych. Dwa miesiące później pierwszy raz zgwałcił i zabił dziecko – 9-letnią dziewczynkę. 
Kulik potrafił bardzo łatwo zyskiwać zaufanie dzieci – zawsze ofiarował im słodycze i odchodził z nimi w ustronne miejsce, najczęściej do piwnic pobliskich budynków. Wśród ofiar Kulika były także coraz częściej starsze, bezbronne kobiety. W 1985 liczba jego ofiar sięgnęła 13 osób, w tym sześcioro dzieci. Najmłodsza ofiara miała zaledwie 2,5 roku. Działania zabójcy spowodowały panikę w Irkucku, na ulicach miasta pojawiły się pierwsze portrety pamięciowe domniemanego przestępcy.

## Proces i wyrok
17 stycznia 1986, czyli w dniu 30. urodzin Kulika, miała miejsce kolejna, tym razem nieudana próba zabójstwa. Kulik został przyłapany przez trzy kobiety na próbie gwałtu na chłopcu. Kobiety zaalarmowały dwóch mężczyzn, którzy pobili i doprowadzili Kulika na posterunek milicji. Początkowo przyznał się do wszystkich zabójstw, ale w trakcie procesu odwołał swoje zeznania.
W toku procesu Kulik przyznał, że zabijał, aby dokonane przez niego gwałty nie zostały ujawnione przez ofiary. Oskarżycielem na procesie był późniejszy Generalny Prokurator Federacji Rosyjskiej – Jurij Czajka, wówczas pracujący w obwodzie irkuckim. Mimo wątpliwych dowodów winy Kulika, 11 sierpnia 1988 sąd skazał go na karę śmierci przez rozstrzelanie. Przez ostatnie miesiące spędzone w więzieniu Kulik pisał wiersze o swoich ofiarach. Wyrok wykonano w czerwcu 1989.